# Ewa Adamska

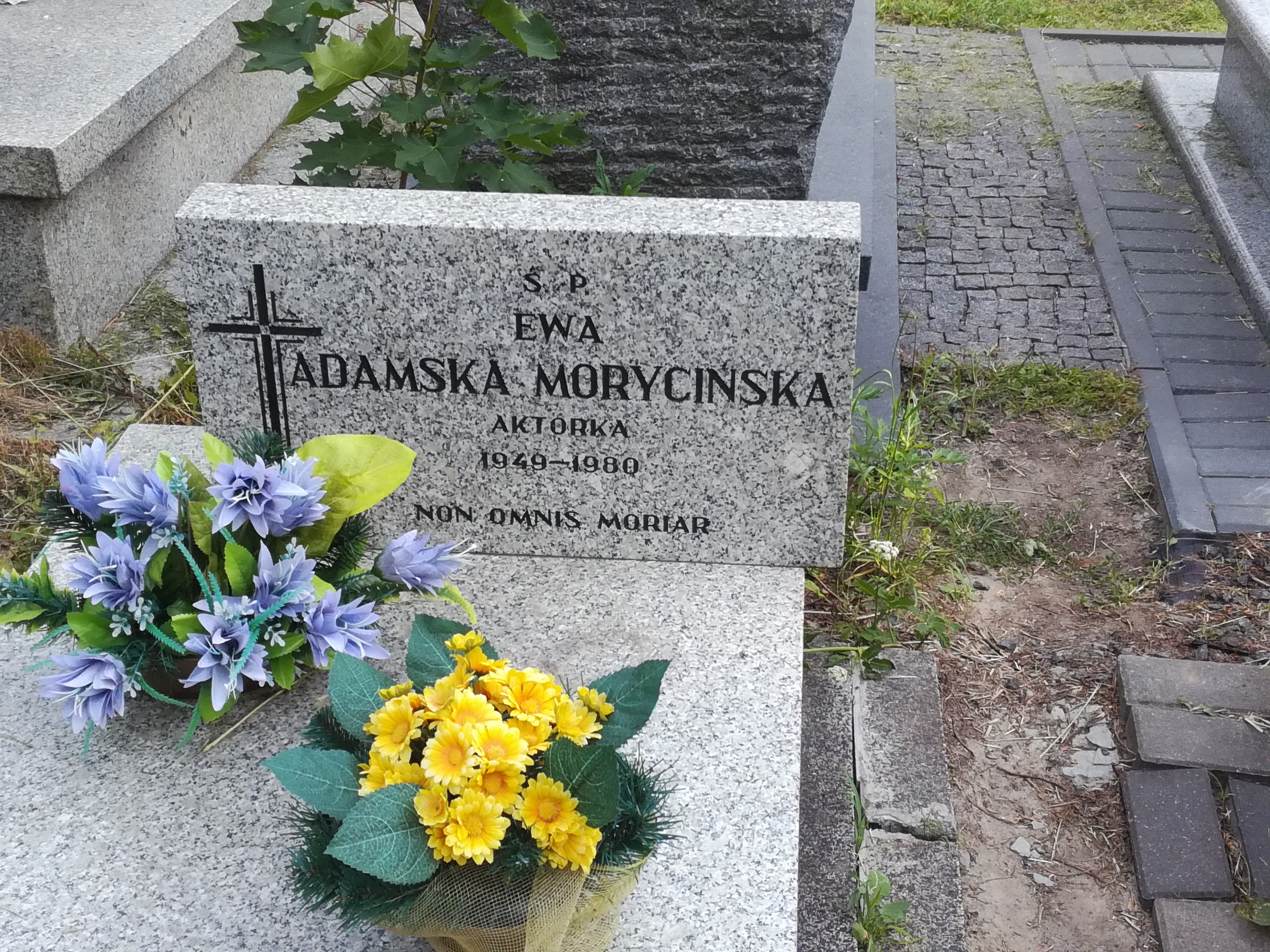
Grób Ewy Adamskiej na cmentarzu Doły w Łodzi

Ewa Barbara Adamska, zamężna Morycińska (ur. 12 grudnia 1949 w Łodzi, zm. 27 sierpnia 1980 tamże) – polska aktorka teatralna, filmowa i telewizyjna, także aktorka dubbingowa. 
Absolwentka liceum ogólnokształcącego (1967) i Wydziału Aktorskiego PWSFTviT w Łodzi (1971).

## Teatr
W teatrze zadebiutowała jeszcze przed ukończeniem studiów aktorskich. 
Była to rola Isi w Weselu Stanisława Wyspiańskiego w Teatrze im. Stefana Jaracza w Łodzi. Nastąpiło to 1 lutego 1969 roku.
Po ukończeniu studiów w łódzkiej filmówce pracowała kolejno w następujących teatrach:
- 1971–1973 – Teatrze im. Wilama Horzycy w Toruniu;
- 1973–1979 – Teatr im. S. Jaracza w Łodzi;
- 1979–1980 – Teatr Ziemi Łódzkiej.

Pochowana została na cmentarzu komunalnym Doły w Łodzi.

## Role teatralne (wybór)
- 1969 – Wesele jako Isia (reż. Jerzy Grzegorzewski)
- 1971 – Lato w Nohant jako Solange, Augustyna (reż. Maria D'Alphonse)
- 1972 – Mądremu biada jako Księżniczka (reż. Maria Wiercińska)
- 1972 – Tajemniczy ogród jako Mary (reż. M. D'Alphonse)
- 1972 – Panna Maliczewska jako Panna Maliczewska (reż. Hugon Moryciński)
- 1973 – Zwady miłosne jako Lucja (reż. Abdellah Drissi)
- 1973 – Ania z Zielonego Wzgórza jako Ania Shirley (reż. M. D'Alphonse)
- 1973 – Szewcy jako Strażniczka (reż. J. Grzegorzewski)
- 1974 – Popiół i diament jako Stefka (reż. Jan Maciejowski)
- 1975 – Afery pani Hanki jako Pokojówka, Siostra Węgierka (reż. Jerzy Ukleja)
- 1976 – Nie-Boska komedia jako Dziewczyna (reż. J. Maciejowski)
- 1979 – Wypadek jako Ewa (reż. Ryszard Krzyszycha)
- 1980 – Wyprawa do... – program składany, kabaret dla dzieci jako Panna Dżambel (reż. Tomasz Szymański)

## Filmografia
- 1971 – Zabijcie czarną owcę jako Ania
- 1975 – Niespotykanie spokojny człowiek jako Barmanka w restauracji, w której zorganizowano wigilię dla samotnych; Mieszkanka internatu
- 1975 – Zanim włączysz pierwszy bieg
- 1980 – Kariera Nikodema Dyzmy jako Służąca hrabiny Przełęckiej

## Życie osobiste
- Jej rodzicami byli Lucyna i Władysław Adamscy.
- Była żoną Łukasza Marii Morycińskiego, aktora i inspicjenta.